# Giovanni Loseto
Giovanni Loseto (Bari, 16 febbraio 1963) è un dirigente sportivo, allenatore di calcio ed ex calciatore italiano, di ruolo difensore.
È una bandiera del Bari, squadra in cui ha militato nei primi undici dei tredici anni della sua carriera da calciatore professionista: dal luglio 2016, in suo onore, il club biancorosso ha ritirato la maglia numero 2.

## Biografia
Nato nel centro storico di Bari in una famiglia di calciatori; è infatti fratello di Pasquale e Onofrio, e zio di Valeriano Loseto.

## Caratteristiche tecniche
Ricoprì il ruolo di stopper, esibendosi in marcature serrate sugli attaccanti avversari.

## Carriera

### Giocatore
Muove i primi passi nel vivaio dell'AS Bari. L'allenatore dei galletti Enrico Catuzzi lo fa esordire in prima squadra il 16 gennaio 1983, contro il Palermo in Serie B (gara vinta, in casa, 1-0 dai pugliesi); nella stessa stagione Gigi Radice, che sostituisce Catuzzi da marzo, lo schiera più volte. A fine campionato, concluso dai biancorossi con la retrocessione, il giovane difensore ha totalizzato 17 presenze e 0 goal. La sua carriera segue, sempre da titolare, l'altalenante militanza della società pugliese nei campionati professionistici italiani.
Ricordata la sua marcatura, pressante ma corretta, su Diego Armando Maradona, nell'incontro di girone preliminare di Coppa Italia 1988-1989 del 24 agosto 1988, vinto 2-0 dai baresi, quell'anno in serie cadetta. È capitano fisso del Bari almeno per due stagioni, dal 1991 al 1993. Viene soprannominato dai tifosi baresi "lo sceriffo". Con i biancorossi ha giocato complessivamente 4 campionati di Serie A, 6 campionati di Serie B e 1 in C1, vinto nella stagione 1983-1984, per un totale di 318 gare disputate e 13 goal messi a segno (più due reti in Coppa Italia). Fra i goal realizzati in biancorosso, è ricordato quello ai danni dell'Inter il 13 ottobre 1985, con un tiro da oltre 25 metri dalla porta, difesa da Walter Zenga (partita poi persa dal Bari 1-3).
Nell'ottobre 1993 si trasferisce al Pescara, dove con due campionati in seconda serie termina la sua carriera da professionista.
Nel 1997 indossa, in Eccellenza pugliese, la maglia del Barletta, che ottiene la promozione nel Campionato Nazionale Dilettanti. Continua l'attività agonistica per altre due stagioni con il Cerignola e il Conversano, prima di ritirarsi definitivamente all'età di 37 anni.
Ha detenuto il record assoluto di presenze in campionato nel Bari, fino al 12 settembre 2010, giorno in cui è stato superato dal portiere belga Jean François Gillet.
L'8 luglio 2016, il nuovo presidente del Bari, Cosmo Giancaspro, dispone il ritiro della maglia numero 2 in onore all'ex difensore.

### Allenatore
I suoi primi passi da allenatore li compie in una formazione minore pugliese, la Stella Murgia, allora militante in Terza Categoria, prima di passare nel 2002 alla Virtus Locorotondo, sulla panchina della quale viene riconfermato quando il titolo sportivo è ceduto al Monopoli. Dopo essersi occupato della formazione dei Giovanissimi Regionali del vivaio del Bari, nella stagione 2013-2014 diventa collaboratore tecnico della prima squadra, in Serie B, per lo sviluppo degli schemi difensivi. Dopo il fallimento dell'A.S. Bari, il nuovo F.C. Bari 1908 lo mantiene tra i collaboratori fino alla stagione 2017-2018, fatta esclusione una breve parentesi da team manager durante la conduzione tecnica di Roberto Stellone nel 2016.
Il 4 ottobre 2024 viene annunciato come allenatore e responsabile dell'area tecnica de La Bari Sportiva, formazione di Terza Categoria con cui conquista subito la promozione nel campionato di Seconda Categoria.

## Palmarès

### Giocatore
- Coppa Mitropa: 1

Bari: 1990
- Campionato italiano Serie C1: 1

Bari: 1983-84 (girone C)